# Poienile-Mogoș
Poienile-Mogoș falu Romániában, Erdélyben, Fehér megyében.

## Története
Poienile-Mogoş korábban Mogos része volt. 1956 körül vált külön 273 lakossal.
1966-ban 283, 1977-ben 244, 1992-ben 183 román lakosa volt. A 2002-es népszámláláskor pedig 132 lakosából 131 román, 1 cigány volt.